# Provincia de Burdur
La provincia de Burdur es una de las 81 provincias de Turquía. Ubicada en la región de los lagos, en el sudoeste del país.
- Superficie: 7.238 km²
- Población (2000): 256.803
- Densidad de población: 35,48 hab./km²
- Capital: Burdur 
  - Población (2000): 63.363

- Distritos (ilçeler):
  - Ağlasun
  - Altınyayla
  - Bucak
  - Burdur
  - Çavdır
  - Çeltikçi
  - Gölhisar
  - Karamanlı
  - Kemer
  - Tefenni
  - Yeşilova